# Fatah al-Islam
Fatah al-Islam (en árabe فتح الإسلام, en idioma español:Conquista del Islam) es una organización terrorista islamista palestina que fue fundada por los refugiados palestinos del Líbano, ha sido vinculada tanto con al-Qaeda como con los servicios de seguridad sirios; sin embargo Shakir al-Abssi, líder de la organización, rechaza ambas acusaciones. El grupo extremista busca la destrucción de Israel y la islamización del Líbano, basándose en una interpretación fundamentalista del Corán. En mayo de 2007, Fatah al-Islam sostuvo feroces combates contra el ejército libanés.